# 조영희
조영희(趙英熙, 1855년 2월 21일(음력 1월 5일) ~ 1930년 3월 14일)는 대한제국의 관료이며 일제강점기에는 조선총독부 중추원 참의를 지냈다.

## 생애
서울의 노론 명문가에서 고종 재위 하 영의정을 지낸 조두순의 손자로 태어났다. 동생은 농상공부대신을 역임한 조선귀족 조동희이다. 이완용의 양아버지 이호준의 딸과 결혼하여, 이완용과는 처남 매부 관계이기도 하다.
1889년 문과에 합격하여 관직에 나아갔다. 승문원, 시강원, 홍문관 등지에서 근무했고, 1903년에는 칙임관 4등으로 승진하여 궁내부와 봉상사, 예장원에 발령받았다. 1907년 대한제국 중추원 찬의(칙임관 3등)와 홍문관 부학사(칙임관 2등)에 차례로 올랐다.
1910년 한일 병합 조약이 체결된 후 조선총독부 산하에 중추원이 설치되었을 때 참의에 임명되었다. 1921년 중추원 개편으로 칙임참의가 되어 1927년까지 총 17년 동안 중추원에 재직했다.
1915년 한일 병합 5주년을 기념한 조선물산공진회를 열면서 유력 인물들이 동원되어 경성협찬회라는 단체를 조직했는데, 조영희는 경성협찬회 정회원으로서 20원을 기부하기도 했다. 1917년에는 불교옹호회라는 단체에 고문으로 참가하기도 했다. 이 단체는 승려 이회광이 주도해 설립한 불교진흥회를 이완용, 조중응, 권중현, 조민희 등 조선귀족들이 이어받아 조직한 것이었다.
중추원 참의로 재직하는 동안 일본 정부로부터 한국병합기념장(1912년), 다이쇼대례기념장(1915년)과 훈3등 서보장(1926년)을 받았다.

## 사후
2002년 발표된 친일파 708인 명단과 2008년 민족문제연구소에서 친일인명사전에 수록하기 위해 정리한 친일인명사전 수록예정자 명단에 선정되었다. 두 명단에는 동생 조동희와 조카 조중헌도 포함되어 있다.
2007년 대한민국 친일반민족행위진상규명위원회도 친일반민족행위자로 결정하여 친일반민족행위 195인 명단에 포함시켰다.

## 같이 보기
- 조선총독부 중추원
- 조동희

## 참고자료
- 친일반민족행위진상규명위원회 (2007년 12월). 〈조영희〉 (PDF). 《2007년도 조사보고서 II - 친일반민족행위결정이유서》. 서울. 841~849쪽쪽. 발간등록번호 11-1560010-0000002-10. [깨진 링크(과거 내용 찾기)]
- 조동희(趙同熙) - 한국학중앙연구원